# Dicranota (Eudicranota) catawbiensis
Dicranota (Eudicranota) catawbiensis is een tweevleugelige uit de familie Pediciidae. De soort komt voor in het Nearctisch gebied.